# Philipp (Schweden)
Philipp (auch Filip oder Filippus; † 1118) war von 1105 bis 1118 König von Schweden.
In den Überlieferungen heißt es, dass Philipp mit seinem Bruder Inge dem Jüngeren zusammen regiert habe. Beide waren Söhne von Sovad von Schweden und  Neffen von Inge dem Älteren.
Philipp war verheiratet mit Ingegerd, Tochter des norwegischen Königs Harald Hardråde und seiner Frau Elisabet, einer russischen Prinzessin, Enkelin von König Olof Skötkonung und Witwe von Olaf Hunger. Aus dieser Ehe sind keine Kinder bekannt.
Manchmal ist angenommen worden, dass Philipp von seinem Bruder Inge ermordet wurde.
Nach der Västgötalagen war Philipp ein guter und gesetzestreuer König. Er liegt angeblich zusammen mit seinem Bruder im Kloster Vreta begraben, wo man zwei Skelette von  sehr groß gewachsenen Personen gefunden hatte. Dies stimmt zumindest mit Angaben überein, dass die Mitglieder des Stenkil-Geschlechts groß gewachsen waren.